# Mary Heaton Vorses hus

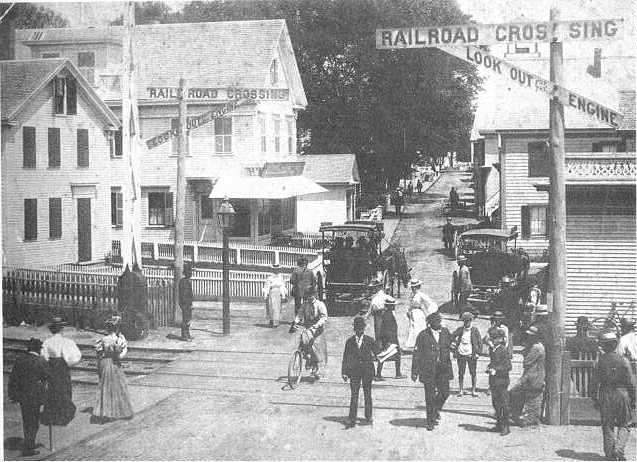
Commercial street på 1890-talet

Mary Heaton Vorses hus är en byggnad och ett konstcentrum på Commercial Street i Provincetown på Cape Cod i Massachusetts i USA. 
Huset kallas dels "Mary Heaton Vorse House", dels "Kibbe Cook House" efter valfångarkaptenen Kibbe Cook (1824–1905). Denne bodde i huset till 1879, då åtta av hans och broderns fartyg såldes på exekutiv auktion och han också förlorade äganderätten till sin bostad. Han fick dock bo kvar i huset till sin död 1905. Författaren Mary Heaton Vorse köpte huset 1907 och bodde där till sin död 1966. Hennes dotterson John Richard Vorse Beauchamp (född 1937) har senare ägt huset. Det köptes i slutet av 2010-talet av inredningsarkitekten Ken Fulk, som renoverade det till 1916 års utseende för att från 2020 bli ett konstcentrum, med bostäder för konstnärer sommartid. Huset har åtta sovrum.
Huset var under Mary Heatons tid, runt första världskriget, en konstnärskoloni sommartid för hennes författar- och konstnärsvänner från Greenwich Village i New York. Dessa arrangerade från 1915 avant-gardeteaterföreställningar där med teatergruppen Provincetown Players. Besökare var bland andra John Reed, Louise Bryant, Sinclair Lewis och Eugene O’Neill.